# Tachydromia magadanica
Tachydromia magadanica är en tvåvingeart som beskrevs av Igor Shamshev 1993. Tachydromia magadanica ingår i släktet Tachydromia och familjen puckeldansflugor. Inga underarter finns listade i Catalogue of Life.